# Ласкарци
Ласкарци (мкд. Ласкарци) су насеље у Северној Македонији, у северном делу државе. Ласкарци припадају градској општини Сарај града Скопља. 

## Географија
Ласкарци су смештени у северном делу Северне Македоније. Од најближег већег града, Скопља, насеље је удаљено 22 km западно.
Насеље Ласкарци је у историјској области Дервент, у долини реке Суводолице. Северно од насеља издиже се планина Жеден, а јужно Сува гора. Надморска висина насеља је приближно 450 метара.
Месна клима је континентална.

## Становништво
Ласкарци су према последњем попису из 2002. године имали 1.190 становника.
Претежно становништво у насељу су Албанци (99%).
Већинска вероисповест је ислам.